# Batman: Barcelona, el cavaller i el drac
Batman: Barcelona, el cavaller i el drac (en anglès: Batman in Barcelona: Dragon's Knight) és un còmic de la DC, protagonitzat per Batman, ambientat a la ciutat de Barcelona.
El còmic el va escriure el nord-americà Mark Waid i el va dibuixar i entintar el català Diego Olmos. El color va anar a càrrec de l'aragonesa Marta Martínez García (aleshores resident a Barcelona) i la coberta a càrrec del nord-americà Jim Lee. A Catalunya es va publicar en cartoné però als EUA en rústica.
Killer Croc, una reencarnació del drac de Sant Jordi, està cometent assassinats en sèrie de noies joves de Barcelona, i hi apareixen la Casa Batlló, la Sagrada Família i el Museu Nacional d'Art de Catalunya. Batman hi lluita, amb una batalla final a les Rambles durant la Diada de Sant Jordi enmig de passejants, llibres, roses i senyeres, que donen al número un aire molt català.
És el primer còmic, i fins a la data únic, de l'Univers DC que s'hagi publicat mai en català. Es va presentar a la Casa Batlló de Barcelona, va sortir al mercat al Saló del Còmic de Barcelona del 2009, i es publicà també en italià, anglès i castellà.